# Anne Hykkelbjerg
Anne Kjelstrup Hykkelbjerg (født 16. januar 2000 i Viborg, Danmark) er en dansk håndboldspiller, der spiller for Første divisionsklubben Søndermarkens IK. Hun har tidligere spillet for Viborg HK og Danmark U/17-pigehåndboldlandshold.